# William Lindsay Gresham
William Lindsay Gresham (Baltimore, Maryland, 20 de agosto de 1909 – Nueva York,  14 de septiembre de 1962) fue un escritor estadounidense, principalmente conocido por su novela Nightmare Alley, publicada en 1946 y adaptada al cine en 1947 y 2021.

## Vida
William Lindsay Gresham era descendiente de una familia que se estableció en Maryland en 1641. Cuando era niño se mudó a Nueva York con su familia. Después de desempeñar diversos oficios como estenógrafo, periodista independiente y cantante de música folk en un local bohemio de Greenwich Village se casó con una mujer rica.
En 1936 se afilió al Partido Comunista y, al año siguiente, marchó como voluntario para luchar en la Guerra Civil Española de lado del bando republicano, en el Batallón Abraham Lincoln. Allí conoció a un médico que le hablaba de cuando había trabajado en la feria ambulante y le contó la historia de una atracción basada en el espectáculo de un hombre degradado por el alcohol que era capaz de hacer las más abyectas acciones: sentarse y gatear en su propio excremento, y morder las cabezas de pollos y serpientes que le arrojaban.
A su regreso a Estados Unidos su matrimonio fracasó y se divorciaron. Cayó en la bebida e intentó suicidarse fallando en el intento. Para salir de tal situación comenzó a recibir sesiones de psicoanálisis. Trabajó como vendedor, mago, redactor publicitario y editor de revistas. Luego se casó de nuevo, con la escritora y poetisa Helen Joy Davidman, con quien tuvo dos hijos, David y Douglas.
Publicando regularmente relatos y ensayos en revistas, Gresham comenzó a trabajar en una novela. Gresham publicó Nightmare Alley en 1946 y obtuvo un éxito de ventas inmediato, vendiendo los derechos a Hollywood por 60.000$. Con los beneficios obtenidos, Gresham se mudó a una gran propiedad en Staatsburg, a unas 75 millas al norte de la ciudad de Nueva York.
Mientras Gresham escribía Limbo Tower (1949), Joy y Gresham abandonaron el Partido Comunista y encontraron la religión. Se unieron a la iglesia presbiteriana. Ya no volvió a tener el éxito de su anterior novela y los fondos comenzaron a agotarse, dando lugar a discusiones tensas entre marido y mujer. Debido a una infidelidad de Gresham, Joy pidió el divorcio y se marchó a Inglaterra con los niños.
Gresham se mudó a Florida con Renée, su amante, y se casaron en 1954. Gresham se unió a Alcohólicos Anónimos y parecía encontrar algún tipo de paz. Por su parte, Joy se casó con C. S. Lewis.
Tras descubrir que tenía cáncer de lengua, Gresham se quitó la vida en la habitación de un hotel el 14 de septiembre de 1962.

## Obras
Gresham publicó, a lo largo de su vida, numerosas historias cortas y artículos en revistas como Ellery Queen's Mystery, Esquire y otras. Además, publicó las siguientes obras:
- Nightmare Alley (1946), novela;
- Limbo Tower (1949), novela;
- Monster Midway: An Uninhibited Look at the Glittering World of the Carny (1954), libro de no ficción sobre los espectáculos de monstruos y ferias;
- Houdini: The Man Who Walked Through Walls (1959);
- The Book of Strength: Body Building the Safe, Correct Way (1961);
- Grindshow: The Selected Writings of William Lindsay Gresham (2013), una recopilación de 24 textos escritos por el autor sobre monstruos de feria.[3]